# Martin van der Horst
 Johannes Martinus (Martin) van der Horst (Heemskerk, 2 april 1965) is een voormalig Nederlands volleybalinternational.
Van der Horst nam deel aan het Bankrasmodel in Amstelveen. Hij begon zijn volleyballoopbaan bij Rood-Wit in Heerhugowaard en speelde vervolgens voor Bosta the Smash (Castricum, Nederland), Anget vbk (Zweden), Dachau (Duitsland), Knack Roeselare (België) en Piet Zomers Dynamo (Apeldoorn).
Met het Nederlands team behaalde Van der Horst de volgende resultaten:
- Derde plaats EK 1989
- Derde plaats EK 1991
- Tweede plaats EK 1993
- Tweede plaats WK 1994
- Tweede plaats EK 1995
- Tweede plaats Olympische Spelen 1992
- Vijfde plaats Olympische Spelen 2000

Edwin Benne · Peter Blangé · Ron Boudrie · Henk-Jan Held · Marko Klok · Jan Posthuma · Avital Selinger · Martin Teffer · Martin van der Horst · Olof van der Meulen · Ronald Zoodsma · Ron Zwerver
Peter Blangé · Albert Cristina · Martijn Dieleman · Bas van de Goor · Mike van de Goor · Guido Görtzen · Martin van der Horst · Joost Kooistra · Reinder Nummerdor · Richard Schuil